# 祇園駅 (福岡県)
祇園駅（ぎおんえき）は福岡県福岡市博多区御供所町に所在する福岡市地下鉄空港線の駅である。副駅名は「博多旧市街口」、駅番号はK10。
駅のシンボルマークは福岡市出身のグラフィックデザイナー、西島伊三雄がデザインしたもので駅近くの櫛田神社に奉納される博多祇園山笠で走る法被姿の若者をアレンジしたものである。
博多駅が管理し、JR九州サービスサポートが駅業務を受託する業務委託駅である。

## 歴史
- 1983年（昭和58年）3月22日：開業。
- 2000年（平成12年）3月27日：エレベーター併用開始
- 2017年（平成29年）4月1日：業務委託駅となる[4]。
- 2022年（令和4年）2月14日：副駅名「博多旧市街口」を設定[2]。

## 駅構造
島式ホーム1面2線を有する地下駅である。大博通り直下に位置し、コンコース階に博多駅との地下連絡通路がある。地下連絡通路内に有料駐輪場が設置されている。
地上のエレベーター昇降口は博多祇園山笠の舁山を模している。
| 地階    | 出入口                       | 出入口                                     |
| 地下1階 | コンコース階                 | コンコース、案内所、自動券売機、自動改札口 |
| 地下1階 | コンコース階                 | トイレ（改札内）、博多駅への地下連絡通路   |
| 地下2階 | 1番ホーム                    | ■空港線 福岡空港方面（博多駅）→            |
| 地下2階 | 島式ホーム、右側のドアが開く |                                            |
| 地下2階 | 2番ホーム                    | ←■空港線 姪浜・唐津方面（中洲川端駅）      |

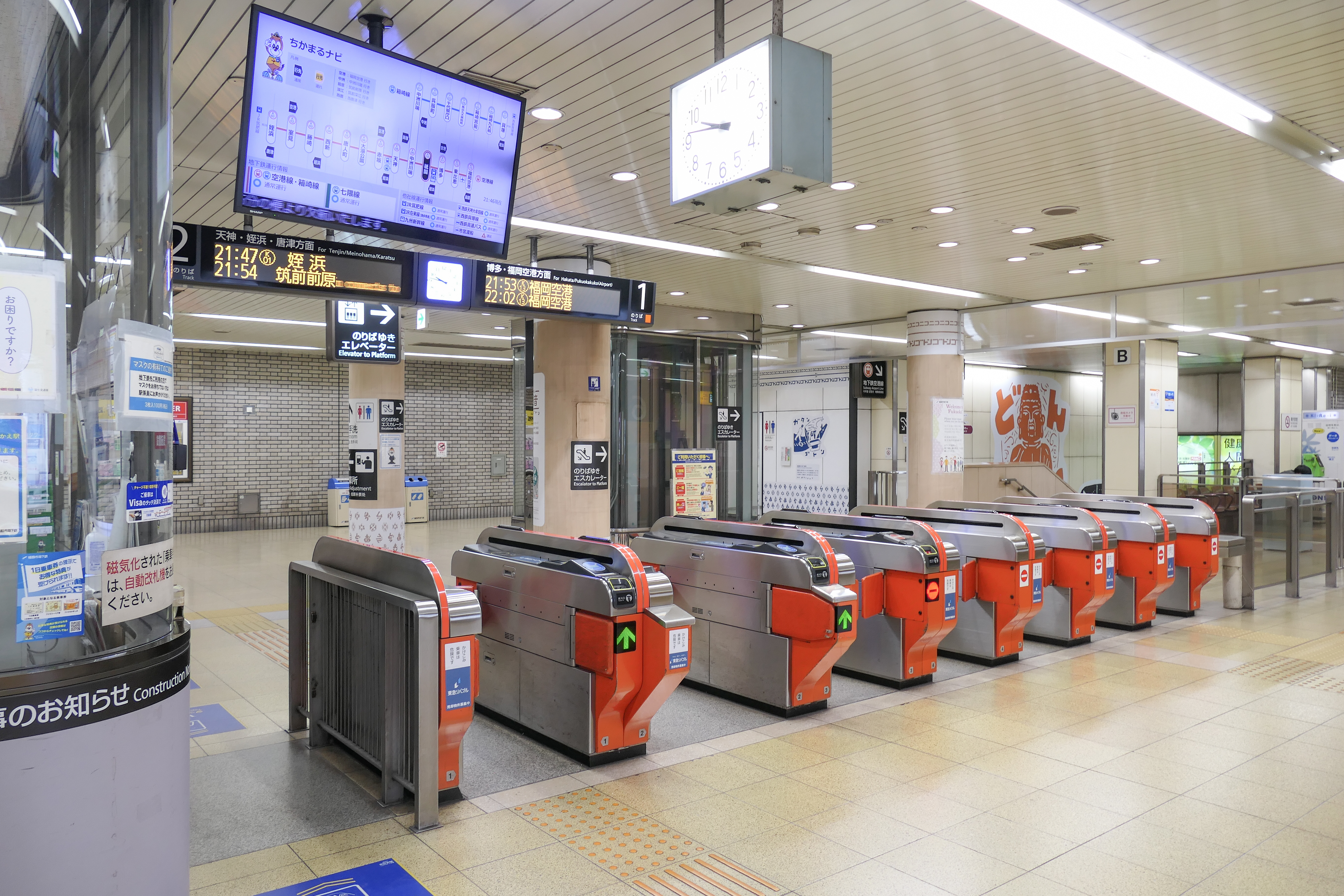
改札口（2023年1月）
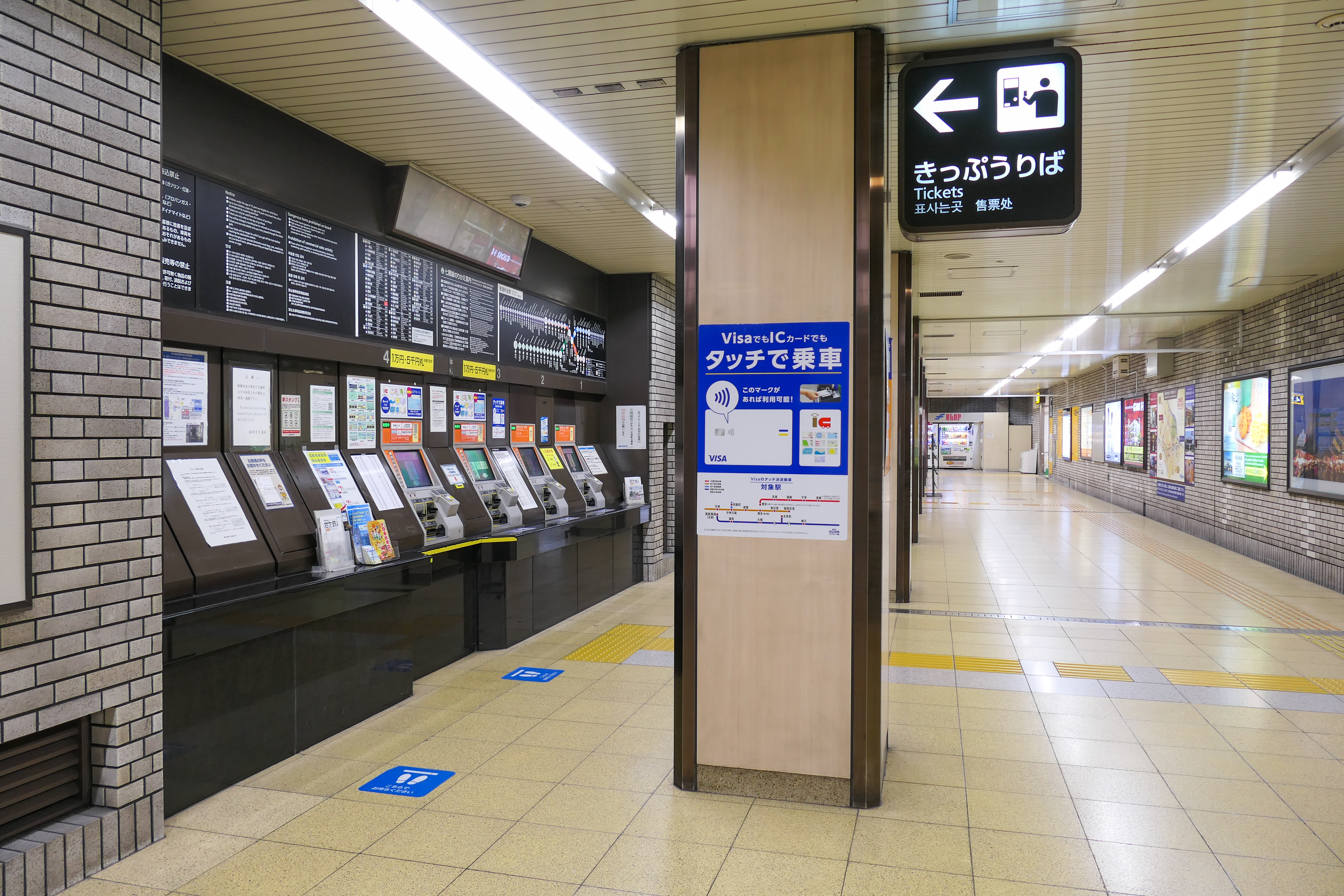
切符売り場・コンコース（2023年1月）
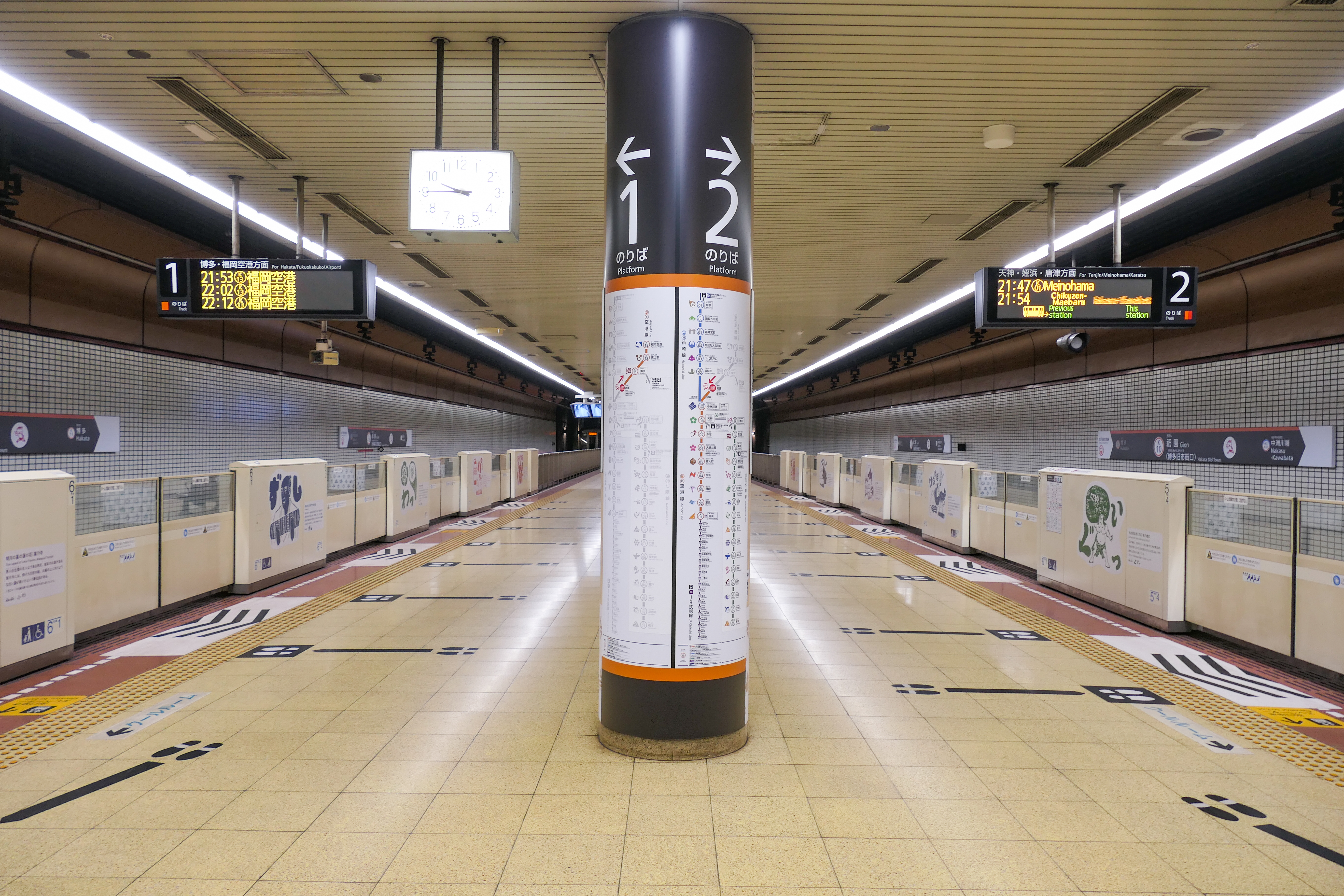
ホーム（2023年1月）
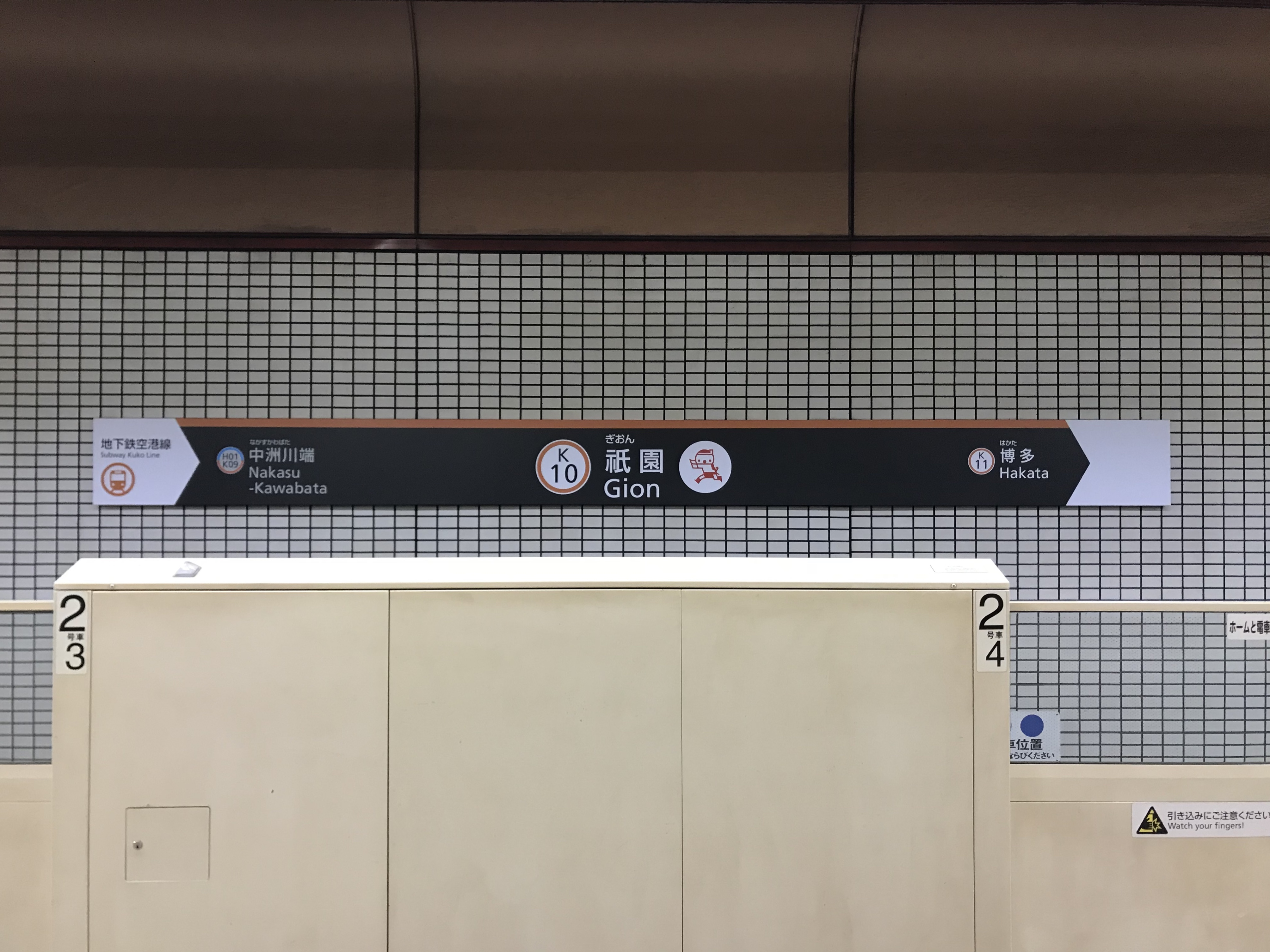
駅名標（2018年2月）

## 利用状況
2023年度の1日平均乗車人員は6,841人である。空港線の駅では最も少ない。
近年の1日平均乗車人員の推移は下表のとおりである。
| 年度               | 1日平均 乗車人員 |
| ------------------ | ---------------- |
| 2001年（平成13年） | 5,172            |
| 2002年（平成14年） | 5,339            |
| 2003年（平成15年） | 5,298            |
| 2004年（平成16年） | 5,254            |
| 2005年（平成17年） | 5,050            |
| 2006年（平成18年） | 5,243            |
| 2007年（平成19年） | 5,496            |
| 2008年（平成20年） | 5,611            |
| 2009年（平成21年） | 5,528            |
| 2010年（平成22年） | 5,505            |
| 2011年（平成23年） | 5,511            |
| 2012年（平成24年） | 5,701            |
| 2013年（平成25年） | 5,925            |
| 2014年（平成26年） | 6,059            |
| 2015年（平成27年） | 6,567            |
| 2016年（平成28年） | 6,898            |
| 2017年（平成29年） | 7,124            |
| 2018年（平成30年） | 7,367            |
| 2019年（令和元年） | 7,579            |
| 2020年（令和02年） | 5,125            |
| 2021年（令和03年） | 5,527            |
| 2022年（令和04年） | 6,678            |
| 2023年（令和05年） | 6,841            |

## 駅周辺
駅周辺はオフィスビルが密集するビジネス街となっている。なお、櫛田神社が近いため、毎年夏の博多祇園山笠の時期には周辺が大変混雑し、交通規制もしかれる。
- 櫛田神社前駅 - 福岡市地下鉄七隈線の駅
- キャナルシティ博多
  - 福岡県赤十字血液センター（献血ルーム・キャナルシティ）
- マックスバリュ博多祇園店（旧:ダイエーグルメシティ博多祇園店）
  - 旧ユニード本店の所在地でもある。
- 福岡ファッションビル
- TVQ九州放送本社
- 福岡商工会議所
- 博多区役所
- 博多警察署
- 博多旧市街
- 櫛田神社
- 承天寺
- 東長寺
- 「博多町家」ふるさと館
- 聖福寺
- 福岡市立特別支援学校博多高等学園
- 出来町公園（初代博多駅跡地の一部）
- 西鉄バス・JR九州バス「祇園町」停留所
- 東横INN博多駅前祇園

## 隣の駅
福岡市交通局
 空港線
中洲川端駅 (K09) - 祇園駅 (K10) - 博多駅 (K11)